# The Downward Spiral
The Downward Spiral es el segundo álbum de estudio de la banda estadounidense de rock industrial Nine Inch Nails, lanzado el 8 de marzo de 1994 por Nothing Records en Estados Unidos e Island Records en Europa. Es un álbum conceptual que detalla la autodestrucción de un hombre desde el comienzo de su misántropa «espiral descendente» hasta su punto de quiebre suicida. El álbum fue un éxito comercial y estableció a Nine Inch Nails como una fuerza reputada en la escena musical de los años 90, con su sonido siendo ampliamente imitado y la banda recibiendo atención de los medios y múltiples honores.
Trent Reznor, el único miembro oficial de la banda en ese momento, se había mudado a 10050 Cielo Drive en Benedict Canyon (Los Ángeles), el lugar del asesinato de la actriz Sharon Tate por miembros de la Familia Manson en 1969; se transformó en un estudio para grabar el EP Broken (1992) y posteriormente The Downward Spiral. El álbum presenta elementos de rock industrial, techno, metal y ambient, en contraste con el álbum debut de la banda, Pretty Hate Machine (1989), influenciado por el synth pop. Reznor estuvo fuertemente influenciado por Low de David Bowie y The Wall de Pink Floyd por sus temas de introspección y disociación, y su enfoque en la textura y el espacio.
The Downward Spiral ha sido considerado por los críticos musicales y el público como uno de los álbumes más importantes de la década de 1990, y fue elogiado por su naturaleza abrasiva y ecléctica y sus temas oscuros, aunque fue sensacionalista por parte de los conservadores sociales por algunas de sus letras. El álbum generó dos sencillos principales, «March of the Pigs» y «Closer», además de los sencillos promocionales «Piggy» y «Hurt». Los sencillos principales fueron acompañados por videos musicales, el primero filmado dos veces y el segundo fuertemente censurado. Un álbum de remezclas titulado Further Down the Spiral fue lanzado en 1995.

## Escritura y grabación

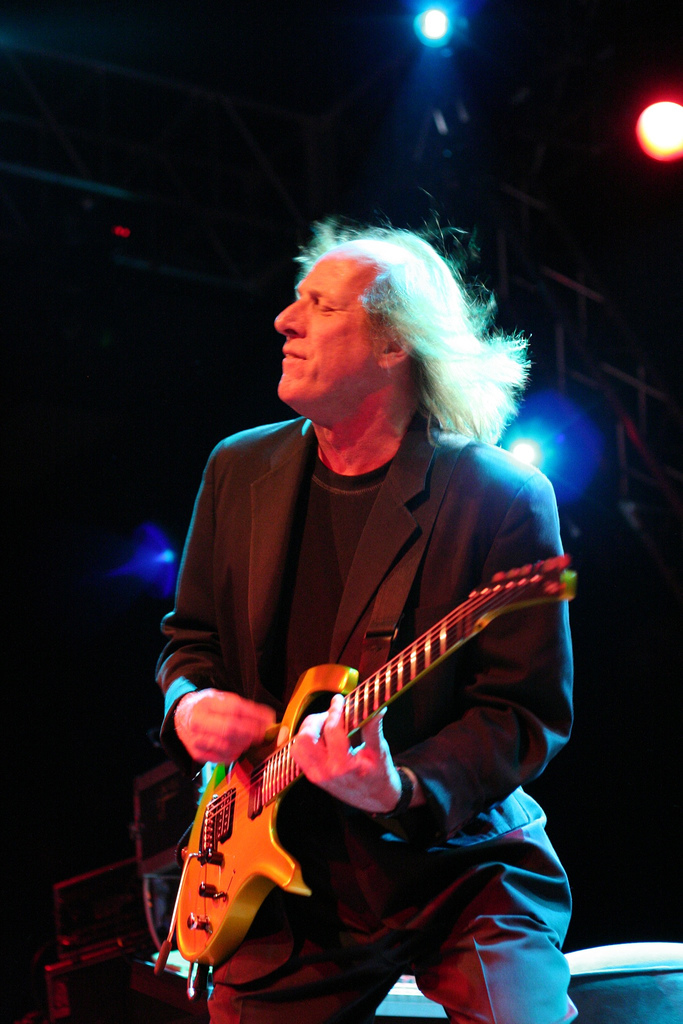
Adrian Belew en 2006. Su enfoque hacia las partes de guitarra en el álbum mejoró la confianza de Reznor en el instrumento.

Reznor concibió The Downward Spiral después de que Nine Inch Nails participara en la gira del festival Lollapalooza, sintiéndose cada vez más alienado y desinteresado. Los conciertos de la banda eran conocidos por su dinámica radical en el escenario en la que los miembros actuaban agresivamente, se lesionaban, rompían instrumentos y contaminaban los escenarios. Reznor había comenzado a pelearse con TVT Records, lo que resultó en que cofundara Nothing Records con su entonces manager John Malm, Jr. como subsidiaria de Interscope. Simultáneamente, comenzó a desarrollar el concepto de The Downward Spiral, centrándose en la vida y la muerte de un hombre misántropo que se rebela contra la humanidad y mata a Dios antes de intentar suicidarse. Reznor luchó con frecuencia contra la adicción a las drogas y la depresión, y los temas del álbum alegorizaron gradualmente su situación de vida. Sus compañeros en algún momento le recomendaron el antidepresivo Prozac, pero se negó a medicarse.
Reznor quería que el sonido del álbum se alejara de la abrasión de Broken, enfatizando el estado de ánimo, la textura, la moderación y la sutileza, aunque no estaba seguro de su dirección musical. Decidió utilizar un sonido de «rango completo», centrándose en la textura y el espacio, y evitando el uso convencional de guitarras o sintetizadores con una paleta de sonido reconocible. Posteriormente, trabajó principalmente con una computadora Macintosh, utilizando programas de edición de música en la computadora para distorsionar las frecuencias en las partes de guitarra y bajo como una forma de diseño de sonido, y creando collages de sonidos con Pro Tools.

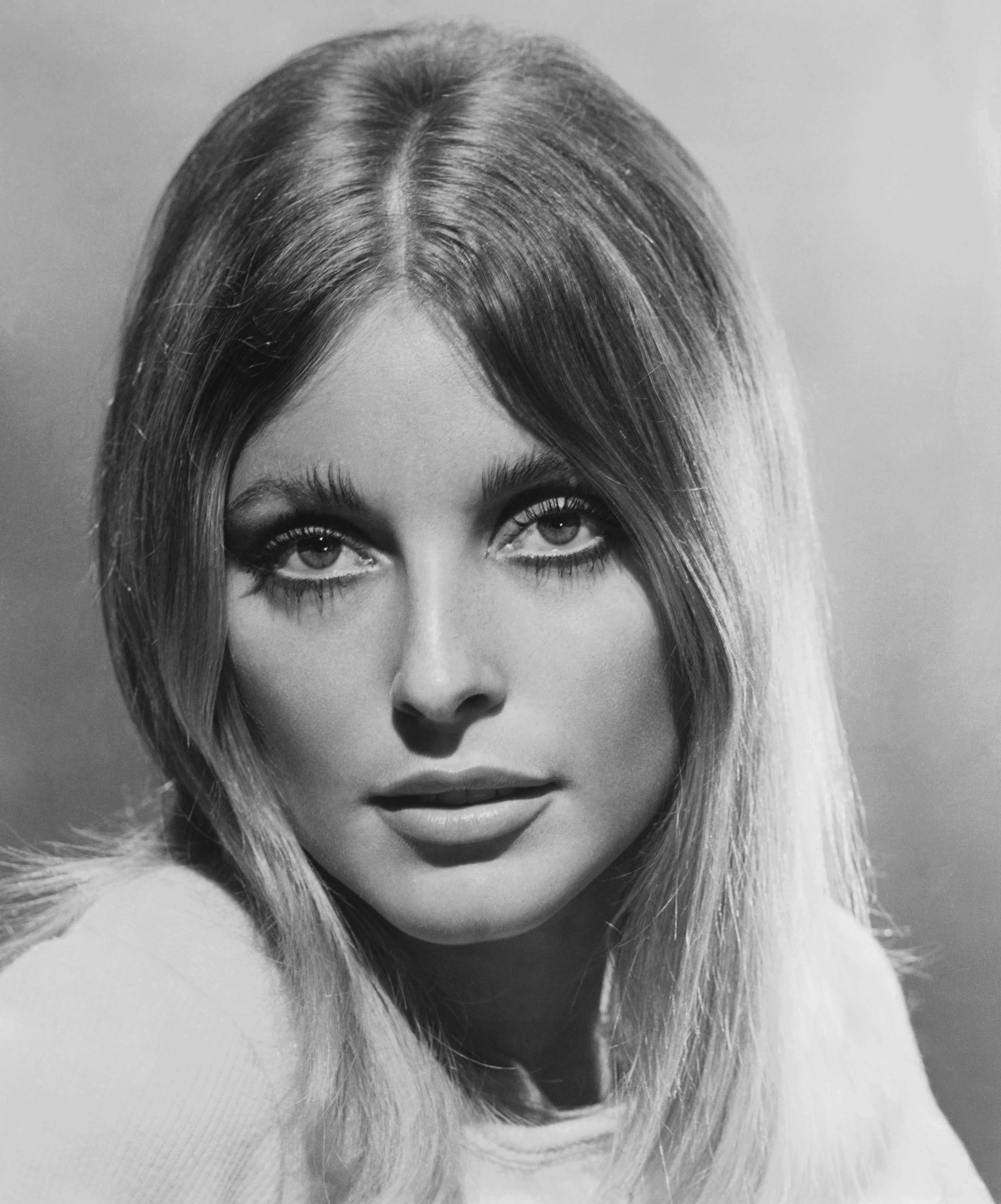
Reznor compró la casa donde fue asesinada la actriz Sharon Tate (fotografiada en 1967) y montó un estudio de grabación casero al que llamó Le Pig, donde se grabó The Downward Spiral. El sitio fue demolido poco después de la grabación del disco.

Reznor buscó y se mudó a 10050 Cielo Drive en 1992 para grabar Broken y The Downward Spiral, una decisión tomada en contra de su elección inicial de grabar el álbum en Nueva Orleans. 10050 Cielo Drive se conoce como la «Casa Tate» desde que Sharon Tate fue asesinada por miembros de la Familia Manson en 1969; Reznor bautizó el estudio como «Le Pig» en honor al mensaje que los asesinos de Tate garabatearon en la puerta principal con la sangre de la artista, y se quedó allí con Malm durante diez y ocho meses. Llamó a su primera noche en 10050 Cielo Drive «aterradora» porque ya la conocía y había leído libros relacionados con el incidente. Reznor eligió la casa de Tate para calibrar sus habilidades de ingeniería y la banda compró una consola grande y dos máquinas Studer como recursos, una decisión que él creía que era más barata que alquilar.
Reznor colaboró con el baterista de Jane's Addiction y Porno for Pyros, Stephen Perkins, el guitarrista de rock progresivo Adrian Belew y el baterista de Nine Inch Nails, Chris Vrenna. La primera visita de Belew al estudio implicó tocar las partes de guitarra en «Mr. Self Destruct», y le dijeron que tocara libremente, pensara en reaccionar a las melodías, se concentrara en el ritmo y usara ruido. Este enfoque mejoró la confianza de Reznor en el instrumento: lo encontró más expresivo que el teclado debido a la interfaz. Belew elogió a Reznor por su «dominio de la tecnología», y comentó que la música de Nine Inch Nails hizo innovaciones «que están en [su] ámbito». Vrenna y Perkins tocaron partes de batería grabadas en vivo en el estudio; las pistas se renderizaron en muestras en bucle. Reznor adoptó un enfoque similar para grabar partes de guitarra: grababa sesiones de veinte a veinticinco minutos de él mismo tocando guitarras en una grabadora de disco duro con el secuenciador Studio Vision.
Reznor frecuentemente sampleaba extractos de sus pistas de sesión de guitarra y las procesaba hasta puntos esporádicos y expresivos para transmitir los temas del álbum, haciendo también lo mismo con las partes de batería. El TurboSynth de Digidesign y la unidad de efectos Zoom 9030 se utilizaron ampliamente para procesar pistas de guitarra, a menudo junto con un preamplificador Marshall JMP-1; el Zoom 9030 también se utilizó para distorsionar las voces. Las baterías acústicas en varios entornos, así como las cajas de ritmos TR-808 y R-70 de Roland, se muestrearon a través de múltiples Akai S1000 y un Kurzweil K2000. Además, Vrenna había recopilado varias muestras de películas en cintas de audio digital para que Reznor las muestreara, que fueron identificadas gradualmente por los fanáticos en las décadas posteriores al lanzamiento del álbum. Otros equipos y software que Reznor utilizó para grabar el álbum incluyen Oberheim OB-Mx, Minimoog, teclado Prophet VS, armonizador Eventide H3000, Pro Tools y varias guitarras Jackson y Gibson.
En diciembre de 1993, Reznor fue confrontado por Patti Tate, quien le preguntó si estaba explotando la muerte de Sharon Tate en la casa. Reznor respondió que estaba interesado en la casa porque su muerte ocurrió allí. Más tarde hizo una declaración sobre este encuentro durante una entrevista de 1997 con Rolling Stone:

«Mientras trabajaba en The Downward Spiral, vivía en la casa donde asesinaron a Sharon Tate. Un día conocí a su hermana [Patti Tate]. Fue algo casual, un encuentro breve. Y ella me dijo: "¿Estás explotando la muerte de mi hermana viviendo en su casa?". Por primera vez, todo el asunto me golpeó en la cara. Le dije: "No, es solo mi propio interés en el folclore estadounidense. Estoy en este lugar donde ocurrió una parte extraña de la historia". Supongo que nunca antes me había afectado, pero entonces sí. Ella perdió a su hermana en una situación sin sentido e ignorante que no quiero apoyar. Cuando estaba hablando conmigo, me di cuenta por primera vez: "¿Y si hubiera sido mi hermana?". Pensé: "A la mierda con Charlie Manson". Me fui a casa y lloré esa noche. Me hizo ver que hay otra cara de las cosas, ¿sabes?».

El productor e ingeniero británico Flood, quien previamente diseñó y coprodujo el álbum debut de Nine Inch Nails, Pretty Hate Machine y Broken, regresó para coproducir The Downward Spiral; aunque sería su última colaboración con Nine Inch Nails debido a diferencias creativas. Por ejemplo, una canción corta, «muy peligrosamente autodestructiva» pero humorística, escrita para el álbum, «Just Do It», no se incluyó en la versión final, criticada por Flood, quien dijo que Reznor había «ido demasiado lejos». Tras la grabación del álbum, Reznor se mudó y la casa fue demolida poco después. «Hurt» fue la última canción escrita para el álbum, con esa pista y «Big Man With A Gun» grabados como «una ocurrencia de último momento» en A&M Studios. The Downward Spiral comenzó sus procesos de mezcla y masterización, realizados en Record Plant y A&M Studios con Alan Moulder, quien posteriormente asumió tareas de producción más extensas para futuros lanzamientos del álbum.

## Musicalidad y letras
Numerosas capas de metáforas se encuentran presentes en The Downward Spiral, lo que lo deja abierto a una amplia interpretación. El álbum transmite nihilismo y se define por un tema destacado de autodestrucción y autocontrol. Es un álbum conceptual semiautobiográfico, cuya trama principal sigue el descenso del protagonista a la locura en su propio mundo interior solipsista a través de una «espiral descendente» metafórica, que aborda la religión, deshumanización, violencia, enfermedad, sociedad, drogas, el sexo y, finalmente, el suicidio. Reznor describió el concepto como «alguien que se despoja de todo lo que le rodea hasta una potencial nada, pero a través de su carrera, religión, relaciones, creencias, etcétera». Periodistas como Jon Pareles, del New York Times, señalaron que el tema de la angustia del álbum ya había sido utilizado por bandas grunge como Nirvana, y que la representación de Nine Inch Nails era más generalizada.
Utilizando elementos de géneros como el techno, dance, electrónica, heavy metal, y hard rock, The Downward Spiral se considera un álbum de rock industrial, rock alternativo, metal industrial, industrial, y art rock. Reznor usa regularmente ruido y distorsión en los arreglos de sus canciones que no siguen la forma verso-estribillo, e incorpora disonancia con melodía cromática o armonía —o ambas—. El tratamiento de las guitarras metal en Broken se traslada a The Downward Spiral, que incluye técnicas innovadoras como estructuras de canciones expandidas y compases poco convencionales. El álbum presenta una amplia gama de texturas y estados de ánimo para ilustrar el progreso mental del protagonista central. El canto de Reznor sigue un patrón similar de principio a fin, pasando frecuentemente de susurros a gritos. Todas estas técnicas se utilizan en la canción «Hurt», que presenta un tritono muy disonante tocado en la guitarra durante las estrofas, un Si5#11, enfatizado cuando Reznor canta la undécima nota de la palabra «I» cada vez que se toca la díada Si/Mi#.
«Mr. Self Destruct», una canción sobre una persona poderosa, sigue una progresión musical sampleada de la película de 1971 THX 1138 con un «rugido industrial» y está acompañada por un bucle de audio de un piñón girando. «The Becoming» expresa el estado de estar muerto y la transformación del protagonista en un organismo no humano. «Closer» concluye con un motivo de piano cromático: la melodía se introduce durante la segunda estrofa de «Piggy» en el órgano, luego reaparece en power-chords en afinación de drop D a lo largo del estribillo de «Heresy», y regresa por última vez en «The Downward Spiral». El álbum se inspiró principalmente en Low de David Bowie, un álbum de rock experimental con el que Reznor se relacionó en cuanto a composición, estado de ánimo y estructuras, así como en The Wall del grupo de rock progresivo Pink Floyd, un álbum conceptual que presenta temas de abuso, aislamiento e inestabilidad mental.

## Embalaje
Committere, una instalación con ilustraciones y bocetos de The Downward Spiral, «Closer» y «March of the Pigs» de Russell Mills, se exhibió en la Escuela de Arte de Glasgow. Mills explicó las ideas y los materiales que conformaron la pintura —titulada «Wound»— utilizada para la portada del álbum:

«Había estado pensando en crear obras que abordaran capas, física, material y conceptualmente. Quería producir obras que trataran tanto de la exposición como de la revelación, y que a la vez abordaran el cierre y la cobertura. Dada la naturaleza de las letras y la fuerza de la música con la que trabajaba, me sentí justificado al intentar crear obras que aludieran a las imágenes aparentemente contradictorias del dolor y la sanación. Quería crear superficies hermosas que revelaran parcialmente la crudeza visceral de las heridas abiertas subyacentes. La obra de técnica mixta "Wound" fue la primera pieza que abordé en este sentido (sin juego de palabras) y se convirtió en la portada del álbum. Está hecha de yeso, acrílicos, óleos, metales oxidados, insectos, polillas, sangre (mía), cera, barnices y vendajes quirúrgicos sobre un panel de madera».

## Promoción

### Sencillos
«March of the Pigs» y «Closer» se lanzaron como sencillos; otras dos canciones, «Hurt» y «Piggy», se emitieron en radio sin un lanzamiento comercial como sencillo. «March of the Pigs» tiene una métrica inusual, alternando tres compases de 7/8 con uno de 8/8. El video musical de la canción fue dirigido por Peter Christopherson y se grabó dos veces; la primera versión se descartó debido a la participación de Reznor, y la segunda versión publicada fue una presentación en vivo.
«Closer» presenta un sample de bombo muy modificado de la canción «Nightclubbing» de Iggy Pop, de su álbum The Idiot. Líricamente, es una meditación sobre el autodesprecio y la obsesión, pero para consternación de Reznor, la canción fue ampliamente malinterpretada como un himno a la lujuria debido a su estribillo, que incluía la frase «I wanna fuck you like an animal». Reznor declaró posteriormente: «Es supernegativo y superodioso. Es “Soy un pedazo de mierda y lo declaro, y si crees que me quieres, aquí estoy”. No pensé que se convertiría en un himno de fiesta universitario ni en un himno de bailarinas en tetas».
El video musical de «Closer» fue dirigido por Mark Romanek y se emitió con frecuencia en MTV, aunque la cadena censuró severamente la versión original, considerándola demasiado explícita. El video muestra eventos en un laboratorio que abordan temas como religión, sexualidad, crueldad animal, política y terrorismo; imágenes controvertidas incluyen una mujer calva desnuda con una máscara de crucifijo, un mono atado a una cruz, la cabeza de un cerdo girando en una máquina, un diagrama de una vulva, Reznor con una máscara sadomasoquista mientras se balancea con grilletes, y con una mordaza de bola. Una edición de radio que censuró parcialmente la letra explícita de la canción también tuvo una amplia difusión. El video ha formado parte de la colección permanente del Museo de Arte Moderno de Nueva York.
«Piggy» usa el verso «nothing can stop me now», una frase recurrente en «Ruiner» y «Big Man with a Gun». La frenética batería del final de la canción es el único intento de Reznor de tocar la batería en el disco, y una de las pocas interpretaciones de batería «en vivo» del álbum. Había declarado que la grabación era de él probando la configuración del micrófono en el estudio, pero le gustó demasiado el sonido como para no incluirla. Se lanzó como sencillo promocional en diciembre de 1994 y alcanzó el top 20 de la lista Billboard Modern Rock Tracks.
Lanzada en 1995, «Hurt», la última canción de The Downward Spiral, incluye referencias a la autolesión y la adicción a la heroína; mientras que otras personas afirman que describe el difícil proceso de encontrar una razón para vivir a pesar de la depresión y el dolor y no tiene mucho que ver con la historia de The Downward Spiral.

### Self Destruct Tour

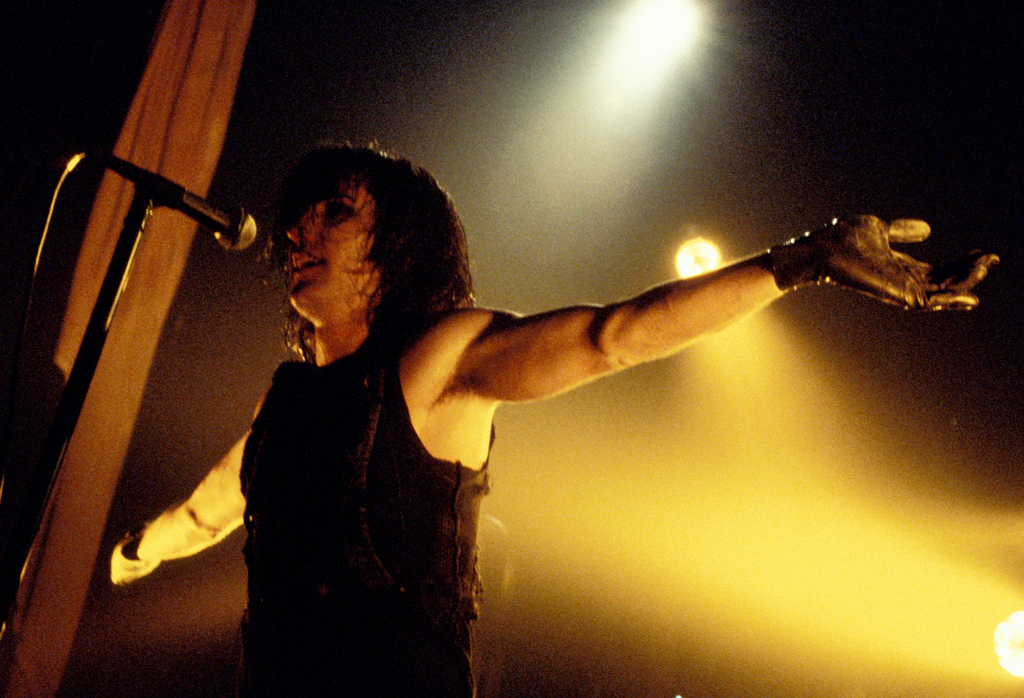
Reznor presentándose en la gira Self Destruct, c. 1994–1995

La banda en vivo de Nine Inch Nails se embarcó en la gira Self Destruct para promocionar The Downward Spiral. Chris Vrenna y James Woolley tocaron la batería y los teclados, respectivamente, Robin Finck reemplazó a Richard Patrick en la guitarra y el bajista Danny Lohner se unió a la formación. El escenario consistía en cortinas sucias que se subían y bajaban para mostrar imágenes durante canciones como «Hurt». El fondo del escenario estaba lleno de luces oscuras y fijas, y muy pocas luces reales. La gira estrenó la imagen sucia y desordenada de la banda, con ropa harapienta y untada en almidón de maíz. Los conciertos fueron violentos y caóticos, y los miembros de la banda a menudo se lesionaban. Con frecuencia destruían sus instrumentos al final de los conciertos, se atacaban entre sí y se lanzaban al público desde el escenario.
La gira incluyó una presentación en Woodstock '94, retransmitida en pago por visión y vista en hasta 24 millones de hogares. Contrariamente a la creencia generalizada de que se trataba de una estratagema para llamar la atención, la banda afirmó que estar cubiertos de barro era consecuencia de las bromas entre bastidores antes del concierto. Sin embargo, en 2024, apareció en YouTube un vídeo casero entre bastidores en el que Reznor le pedía al director de escena que les diera «cinco minutos para el barro» mientras discutían los horarios para subir al escenario y debatían si buscar un pozo de barro o llevar un poco al camerino en un balde. El barro dificultaba a Reznor moverse por el escenario y vio cómo el barro de su cabello le entraba en los ojos mientras actuaba. Se afirmó ampliamente que Nine Inch Nails había «robado el show» a sus contemporáneos populares, en su mayoría bandas de rock clásico, y su base de fanáticos se expandió. A partir de entonces, la banda obtuvo un éxito considerable, actuando con una producción significativamente superior y añadiendo varios elementos visuales teatrales. Su interpretación de «Happiness in Slavery» del concierto de Woodstock le valió al grupo un premio Grammy a la Mejor Interpretación de Metal en 1995. Entertainment Weekly comentó sobre la actuación de la banda en Woodstock '94: «Reznor desata el rock hasta su núcleo horroroso y melodramático, una experiencia tan agotadora como emocionante». A pesar de esta aclamación, Reznor atribuyó su disgusto por el concierto a sus dificultades técnicas.

Reznor lanzando un soporte de micrófono durante una actuación en el Self Destruct Tour

La etapa principal de la gira contó con Marilyn Manson como telonero, quien contó con el bajista Jeordie White —entonces tocando bajo el seudónimo de «Twiggy Ramirez»—; White posteriormente tocó el bajo con Nine Inch Nails de 2005 a 2007. Tras otra etapa de la gira promocionando el álbum de remezclas Further Down the Spiral, Nine Inch Nails colaboró con el Alternative Nation Festival en Australia y posteriormente se embarcó en el Dissonance Tour, que incluyó 26 actuaciones independientes con David Bowie como co-cabeza de cartel en su Outside Tour. Nine Inch Nails fue el telonero de la gira, y su repertorio dio paso al de Bowie con interpretaciones conjuntas de canciones de ambas bandas. Sin embargo, se dice que el público no respondió positivamente a la colaboración debido a sus diferencias creativas. A pesar de ello, en una encuesta de lectores de Rolling Stone de 2012, la gira —que unió a Nine Inch Nails con Bowie— fue nombrada uno de los 10 mejores teloneros de la historia del rock.
La gira concluyó con «Nights of Nothing», un espectáculo de tres noches con actuaciones de las bandas de Nothing Records: Marilyn Manson, Prick, Meat Beat Manifesto y Pop Will Eat Itself, que culminó con un set de ochenta minutos de Nine Inch Nails. Kerrang! describió el concierto de Nine Inch Nails durante Nights of Nothing como «compacto, descarado y dramático», pero se mostró decepcionado por la falta de material nuevo. En la segunda de las tres noches, Richard Patrick se reunió brevemente con la banda y contribuyó con la guitarra en una interpretación de «Head Like a Hole». Después de la gira Self Destruct, Chris Vrenna, quien había sido miembro de la banda en vivo desde 1988 y colaborador frecuente de las grabaciones de estudio de Nine Inch Nails, dejó el grupo permanentemente para seguir una carrera en la producción y formar Tweaker.

## Lanzamiento y recepción
La fecha de lanzamiento de The Downward Spiral se retrasó varias veces para ralentizar el ritmo de grabación previsto por Reznor. El primer retraso provocó que la creación de Le Pig se alargara más de lo previsto, y su lanzamiento se pospuso de nuevo mientras se familiarizaba con diferentes maneras de componer canciones que no se parecían a las de Broken y Pretty Hate Machine. Consideró entregar el álbum a Interscope a principios de 1993, pero sufrió un bloqueo creativo al no lograr producir material satisfactorio. Interscope se impacientó y se preocupó por este progreso, pero Reznor no se dejó obligar por sus exigencias de rapidez, a pesar de reconocerle al sello la libertad creativa que le había dado. Le comentó al productor Rick Rubin que su motivación para crear el álbum era terminarlo, a lo que Rubin respondió que Reznor tal vez no lo haría hasta que hiciera música que se pudiera escuchar. Reznor se dio cuenta de que se encontraba en la situación más afortunada que imaginaba cuando el álbum se grabó con un presupuesto normal, un equipo «genial» y un estudio donde trabajar.
Lanzado el 8 de marzo de 1994 con un éxito instantáneo, The Downward Spiral debutó en el número dos en el Billboard 200 de Estados Unidos, vendiendo casi 119.000 copias en su primera semana. El 28 de octubre de 1998, la Recording Industry Association of America (RIAA) certificó el álbum como cuádruple platino, y para diciembre de 2011, había vendido 3,7 millones de copias en los Estados Unidos. El álbum alcanzó el número nueve en la UK Albums Chart, y el 22 de julio de 2013, fue certificado oro por la British Phonographic Industry (BPI), lo que denota envíos de más de 100 000 copias en el Reino Unido. Alcanzó el puesto número 13 en la lista de álbumes canadienses de RPM y recibió la certificación de triple platino de la Canadian Recording Industry Association (CRIA) por vender 200 000 copias en Canadá. Un grupo de los primeros oyentes del álbum lo consideró un «suicidio comercial», pero Reznor no lo hizo con fines lucrativos, ya que su objetivo era ampliar ligeramente el alcance de Nine Inch Nails. Reznor consideró que el producto final que entregó a Interscope era completo y fiel a su visión, y pensó que su potencial comercial era limitado. Sin embargo, tras su lanzamiento, se sorprendió por el éxito y recibió preguntas sobre un sencillo posterior con videoclip para su emisión en MTV. Desde entonces, el álbum ha vendido más de cuatro millones de copias en todo el mundo.
| Su sentido en el pop está más que distorsionado. ¿Qué más se puede decir de un hombre que entrega el estribillo más pegadizo del álbum —en el sinuoso y cautivador ritmo de «Closer»— a una letra sexual decididamente impublicable? Claramente, NIN no está destinado a la MTV ni a la radio esta vez. —J.D. Considine, The Baltimore Sun. |

Muchos críticos musicales y público elogiaron The Downward Spiral por su naturaleza abrasiva y ecléctica, así como sus temas oscuros, y comentaron sobre el concepto de la destrucción de un hombre. La reseña del álbum del escritor Jon Pareles del New York Times calificó la música de altamente abrasiva. Pareles afirmó que, a diferencia de otros grupos de electro industrial como Ministry y Nitzer Ebb, «Reznor compone melodías completas» con un uso más intenso de las melodías que de los riffs. Observó las críticas a Nine Inch Nails por parte de puristas del industrial por popularizar el género y la transgresión del álbum. The Baltimore Sun dijo: «Y, sin embargo, bajo su estruendo cuidadosamente construido se esconde algo parecido a lo que Yeats describió como “una belleza terrible”: música que eleva e inspira incluso mientras se adentra en los rincones más oscuros de la angustia, el autodesprecio y la desesperación». El crítico de Village Voice, Robert Christgau, le otorgó una «mención honorífica» en su breve reseña y resumió el disco como: «musicalmente, El Bosco como un ateo posindustrial; líricamente, Transformers como pornografía infantil». Jonathan Gold, escribiendo para Rolling Stone, comparó el álbum con la ficción ciberpunk. El crítico de Entertainment Weekly, Tom Sinclair, comentó: «Los temas favoritos de Reznor (sexo, poder, sadomasoquismo, odio, trascendencia) están todos aquí, envueltos en ganchos que impactan la psique con la fuerza de un soplete».
Algunos críticos reprobaron lo que vieron como «valor de impacto» y «referencias gráficas y gratuitas a la violación y el suicidio». La revista Stereo Review lo describió como «ruido desafinado, sexo y violencia, angustia existencial...». The Plain Dealer de Cleveland dijo que «Reznor da la impresión de ser un niño demente del cartel de Psychotics Anonymous» y que el álbum se basó en «las mismas imágenes líricas y estereotipos cansados que bandas como Black Sabbath y Judas Priest han usado en el heavy metal durante años». En un artículo de portada de Rolling Stone seis meses después, Reznor reflexionó sobre la recepción injusta que sintió que la banda había recibido en su antigua ciudad natal: «Cuando salió Downward Spiral, recibió críticas casi universalmente buenas... excepto por las críticas mordaces, mordaces en Cleveland». Sin embargo, cuando Nine Inch Nails fue criticado por la letra explícita de «Big Man With A Gun» un año después, el mismo periódico publicó dos artículos en defensa del álbum, diciendo: «Hay una verdad en la blasfemia de Reznor, y en las letras de muchos de los raperos que Dole y Bennett silenciarían, que es más pura que cualquier cosa que haya salido de Washington en 25 años».

### Reconocimientos
The Downward Spiral ha figurado en las listas de mejores álbumes de varias publicaciones. En 2003, el álbum ocupó el puesto número 200 en la lista de los 500 mejores álbumes de todos los tiempos de la revista Rolling Stone, posteriormente, en una lista revisada de 2012, volvió al puesto 201. El equipo de Rolling Stone escribió: «Refugiado en la antigua casa de Sharon Tate, víctima de la familia Manson, Trent Reznor realizó una profunda reflexión sobre el tema central de NIN: el control». Ascendió al puesto 122 en la lista revisada de la revista en 2020. El álbum se ubicó en el décimo puesto de la lista de los 125 mejores álbumes de los últimos 25 años de Spin; el equipo citó la reseña de Ann Powers, que elogió su estilo sombrío y agresivo. Ocupó el puesto número 488 en el libro The Top 500 Heavy Metal Albums of All Time del crítico de música heavy metal Martin Popoff. En 2001, Q nombró a The Downward Spiral como uno de los 50 álbumes más pesados de todos los tiempos; en 2010, el álbum ocupó el puesto número 102 en su lista 250 Best Albums of Q's Lifetime (1986–2011). The Downward Spiral apareció en el libro de Robert Dimery 1001 Albums You Must Hear Before You Die. En mayo de 2014, Loudwire colocó a The Downward Spiral en el número dos de su lista de los «10 mejores álbumes de hard rock de 1994». En julio de 2014, Guitar World colocó a The Downward Spiral en el número 43 de su lista «Superunknown: 50 Iconic Albums That Defined 1994».

## Legado
El éxito inmediato de The Downward Spiral consolidó a Nine Inch Nails como una figura influyente en la década de 1990. La imagen y el estilo musical de la banda se volvieron tan reconocibles que un anuncio de Gatorade presentó un remix de «Down in It» sin su participación. Reznor se sintió incómodo con la publicidad mediática y el éxito que obtuvo la banda, recibió noticias falsas sobre su muerte y depresión, y se le acusó falsamente de haber tenido una relación con el asesino serial Jeffrey Dahmer, además de ser retratado como un ícono sexual. Nine Inch Nails recibió varios reconocimientos, incluyendo nominaciones a los Premios Grammy a Mejor Interpretación Alternativa por The Downward Spiral y Mejor Canción de Rock por «Hurt». Tras el lanzamiento de The Downward Spiral, muchas bandas como Gravity Kills, Stabbing Westward, Filter y Mötley Crüe grabaron álbumes que imitaban el sonido de Nine Inch Nails.
Reznor interpretó The Downward Spiral como una extensión de sí mismo que «se convirtió en la verdad que se realiza», al experimentar los problemas personales y sociales que se presentan en el álbum tras su lanzamiento. Ya había luchado contra el trastorno de ansiedad social y la depresión, y comenzó a abusar de narcóticos, incluyendo la cocaína, mientras se emborrachaba con alcohol. Por aquella época, su perfeccionismo en el estudio, sus problemas de adicción y sus episodios de bloqueo creativo prolongaron la producción de The Fragile, y Reznor completó su rehabilitación en 2001.
Un año después del lanzamiento de The Downward Spiral, la banda lanzó un álbum de remezclas titulado Further Down the Spiral. Incluye contribuciones de Coil con Danny Hyde, J. G. Thirlwell, el músico electrónico Aphex Twin, el productor Rick Rubin y el guitarrista de Jane's Addiction, Dave Navarro. El álbum alcanzó el puesto número 23 en el Billboard 200 y recibió críticas mixtas. Recoiled, un EP de remixes de «Gave Up», «Closer», «The Downward Spiral» y «Eraser» de Coil, se lanzó el 24 de febrero de 2014 a través del sello discográfico británico Cold Spring.
Las reseñas retrospectivas consideran a The Downward Spiral como uno de los álbumes más importantes de la década de 1990 y la obra cumbre de Reznor. La edición de 2004 de The New Rolling Stone Album Guide le otorgó cinco estrellas y lo calificó como «una declaración poderosa y uno de los álbumes emblemáticos de los noventa». En un artículo para Entertainment Weekly, Kyle Anderson recordó haber visto el video musical de «Closer» en MTV en su adolescencia y expresó que el álbum cambió su percepción de la música popular, pasando de las canciones que se escuchaban en la radio a los álbumes con portada. Tom Breihan, de Stereogum, mantiene una opinión favorable del álbum, ya que influyó en la cultura juvenil, con adolescentes luciendo redes de pesca rotas en los brazos. El álbum también fue incluido en el libro 1001 Albums You Must Hear Before You Die. Adrien Begrand de Stylus Magazine considera que The Downward Spiral es una «obra maestra exagerada» que se ubica junto a Loveless (1991) de My Bloody Valentine como el álbum mejor producido de la década de 1990.

## Controversias
Debido a las letras agresivas y transgresoras del álbum, así como a su cobertura política y social, The Downward Spiral estuvo rodeado de controversia.

### Controversia de Richard Patrick en torno a «Piggy»
Richard Patrick, quien fue el guitarrista de Nine Inch Nails hasta mitad de las sesiones de The Downward Spiral, ha declarado en entrevistas que «Piggy» era su apodo y que creía que la canción estaba dirigida a él. Reflexionando sobre sus consecuencias, Patrick comentó: «Cuando un tipo escribe una canción llamada “Piggy” sobre ti, obviamente hay tensión o alguna mierda sobrante... ya sabes, ojalá no hubiera sido tan complicado y tan extraño». Sin embargo, Reznor rechazó la interpretación que vincula «Piggy» con los asesinatos de Sharon Tate-Manson —aunque nombró al estudio «Le Pig» como una broma provocadora sobre estar en esa casa—. Aclaró que las canciones «Piggy» y «March of the Pigs» fueron escritas antes de su participación en ese lugar y no trataban sobre esa tragedia: «Tenía la canción “Piggy” escrita mucho antes de que se supiera que estaría en esa casa... “March of the Pigs” no tiene nada que ver con los asesinatos de Tate...». Algunos críticos y fanáticos consideran que los temas de la canción —traición, aislamiento, desafío («nothing can stop me now»)— tienen sus raíces en relaciones personales, no en referencias culturales más amplias. Un comentario sugiere que la letra podría tratar sobre una ruptura amorosa antes de que Reznor se mudara a Los Ángeles, o reflejar una discordia personal en lugar del dramático contexto de la historia del estudio.

### Letras de «Big Man with a Gun»
El énfasis de The Downward Spiral en temas transgresores generó críticas de los conservadores sociales estadounidenses. El senador Bob Dole, entonces líder del Partido Republicano, denunció duramente a Time Warner, expropietario de Warner Music Group, la antigua empresa matriz de Interscope, tras una reunión entre Michael J. Fuchs —director de WMG—, William Bennett y C. Delores Tucker. Durante la reunión, Tucker y Bennett exigieron que Fuchs recitara la letra de «Big Man with a Gun». Interscope había sido previamente culpado por publicar álbumes de rap gangsta de raperos como Dr. Dre, 2Pac y Snoop Dogg que se consideraron objetables. Reznor llamó a Tucker —quien erróneamente se refirió a Nine Inch Nails como un grupo de rap gangsta— «un completo imbécil», y afirmó que la canción era en realidad una sátira del género del rap gangsta en su conjunto y que originalmente trataba sobre la locura. Reznor admitió que The Downward Spiral podía ser «dañino, al implicar y sugerir cosas subliminalmente», mientras que el hip hop hardcore podía ser «caricaturesco». Robert Bork también hizo referencia repetidamente a «Big Man with a Gun» en su libro Slouching Toward Gomorrah como evidencia de un supuesto declive cultural.

### Presunta contribución al tiroteo de Columbine
Antes de la masacre de la escuela secundaria de Columbine, el perpetrador Dylan Klebold mencionó varias veces en su diario las letras de las canciones de Nine Inch Nails. Klebold se identificaba profundamente con el protagonista de The Downward Spiral como símbolo de su propia depresión. El 4 de mayo de 1999, se llevó a cabo una audiencia sobre las prácticas de marketing y distribución de contenido violento dirigido a menores por parte de las industrias de la televisión, la música, el cine y los videojuegos ante el Comité de Comercio, Ciencia y Transporte del Senado de los Estados Unidos. El comité escuchó el testimonio de observadores culturales, profesores y profesionales de la salud mental, entre ellos el conservador William Bennett y el arzobispo de Denver, el reverendo Charles J. Chaput. Los participantes criticaron el álbum, a Marilyn Manson, compañera de sello de Nine Inch Nails, y la película de 1999 The Matrix por su supuesta contribución al medio ambiente que posibilitó incidentes como el de Columbine. El comité solicitó que la Comisión Federal de Comercio y el Departamento de Justicia de los Estados Unidos investiguen las prácticas de marketing de la industria del entretenimiento dirigidas a menores.

### Rechazo de aplicación para iPhone
En 2009, Apple rechazó una propuesta para una aplicación de software de Nine Inch Nails para iPhone, citando contenido objetable en la canción principal. Días después, Apple revocó la decisión, pero se negó a explicar su razonamiento; sin embargo, señalaron que la aplicación tiene «contenido objetable». En respuesta a esta acción, Reznor tuiteó: «La aplicación de NIN para iPhone no ha cambiado, los “problemas” parecen haberse resuelto». El desarrollador publicó un mensaje en los foros de discusión de Nine Inch Nails explicando la situación con más detalle:

La v1.0 ya está disponible. La v1.0.3 fue rechazada debido al contenido, pero la app no lo tiene. Esta fue principalmente una versión de estabilidad para corregir el error que bloquea la app para los usuarios internacionales. El error se corrigió 24 horas después del lanzamiento de la 1.0 y desde entonces hemos estado esperando la aprobación de Apple. Mientras tanto, la app sigue recibiendo cada vez más valoraciones de 1 estrella de usuarios internacionales, comprensiblemente frustrados por el error, pero parece que tenemos las manos atadas.

## Lista de canciones
Todas las canciones escritas y compuestas por Trent Reznor. 
| N.º   | Título                | Duración |  |
| 1.    | «Mr. Self Destruct»   | 4:31     |  |
| 2.    | «Piggy»               | 4:24     |  |
| 3.    | «Heresy»              | 3:54     |  |
| 4.    | «March of the Pigs»   | 2:59     |  |
| 5.    | «Closer»              | 6:14     |  |
| 6.    | «Ruiner»              | 4:58     |  |
| 7.    | «The Becoming»        | 5:31     |  |
| 8.    | «I Do Not Want This»  | 5:41     |  |
| 9.    | «Big Man with a Gun»  | 1:36     |  |
| 10.   | «A Warm Place»        | 3:22     |  |
| 11.   | «Eraser»              | 4:53     |  |
| 12.   | «Reptile»             | 6:52     |  |
| 13.   | «The Downward Spiral» | 3:58     |  |
| 14.   | «Hurt»                | 6:16     |  |
| 65:02 |                       |          |  |

Notas
- Los sonidos iniciales de «Mr. Self Destruct» son una muestra de la película THX 1138 en la que un hombre está siendo golpeado por un guardia de la prisión.[29]
- La muestra de gritos que se reproduce a lo largo de «The Becoming» es de la película Robot Jox, cuando un robot gigante cae sobre una multitud de espectadores.[149]
- El sample al principio de «Big Man with a Gun» proviene de una grabación alterada en estudio de una estrella porno teniendo un orgasmo. Según el libreto del álbum, este sample se titula «Steakhouse» y está acreditado a Tommy Lee.[26] El ritmo de batería es el mismo que en «Stinking Drunk» de Big Black de su LP Atomizer de 1986.
- Las ediciones japonesas del álbum incluyen una versión de la canción «Dead Souls» de Joy Division, originalmente incluida en la banda sonora de la película The Crow. La canción se sitúa entre «Big Man with a Gun» y «A Warm Place».[150][151]
- La pausa en «Reptile» contiene una muestra de audio —a partir de 5:06— de una mujer cayendo por una colina de la película de 1974 The Texas Chain Saw Massacre.[152]
- La primera edición australiana presenta errores de duración de las pistas. Las pistas afectadas no se reproducen al principio al seleccionarlas individualmente —«Big Man with a Gun» tiene el comienzo de «A Warm Place» añadido, y todas las canciones hasta «Hurt» empiezan 41 segundos antes de lo debido. Por ello, «Hurt» tiene 44 segundos de silencio al final—; sin embargo, el disco se reproduce y fluye correctamente en su conjunto.[153]

### Edición especial (Halo 8 DE)
Para celebrar el décimo aniversario del álbum, The Downward Spiral se relanzó el 23 de noviembre de 2004 en formatos SACD de alta resolución y DualDisc. El primer disco de la reedición de la edición de lujo es prácticamente idéntico a la versión original; se han corregido anomalías en las pistas, como los sonidos de pistas anteriores que aparecen al principio de las pistas, e incluye una capa SACD estéreo y multicanal. El segundo disco extra es una colección de remezclas y caras B, e incluye una capa SACD estéreo además de la capa Redbook CD. Las tres últimas pistas del disco extra son grabaciones demo inéditas del álbum original.

Todas las canciones escritas y compuestas por Trent Reznor, excepto «Dead Souls» por Joy Division y «Memorabilia» por Soft Cell. 
| Disco bonus |                                                                     |          |  |
| N.º         | Título                                                              | Duración |  |
| 1.          | «Burn» (de Natural Born Killers)                                    | 4:58     |  |
| 2.          | «Closer (Precursor)» (de «Closer to God»)                           | 7:17     |  |
| 3.          | «Piggy (Nothing Can Stop Me Now)» (de Further Down the Spiral)      | 4:02     |  |
| 4.          | «A Violet Fluid» (de «March of the Pigs»)                           | 1:04     |  |
| 5.          | «Dead Souls» (de The Crow o edición japonesa)                       | 4:54     |  |
| 6.          | «Hurt (Quiet)» (de Further Down the Spiral, versión estadounidense) | 5:09     |  |
| 7.          | «Closer to God» (de «Closer to God»)                                | 5:06     |  |
| 8.          | «All the Pigs, All Lined Up» (de «March of the Pigs»)               | 7:26     |  |
| 9.          | «Memorabilia» (de «Closer to God»)                                  | 7:21     |  |
| 10.         | «The Downward Spiral (The Bottom)» (de Further Down the Spiral)     | 7:33     |  |
| 11.         | «Ruiner» (Demo)                                                     | 4:51     |  |
| 12.         | «Liar» (Demo de «Reptile»)                                          | 6:56     |  |
| 13.         | «Heresy» (Demo)                                                     | 4:01     |  |

DualDisc (Halo 8 DVD-A)
La edición DualDisc de The Downward Spiral contiene el mismo contenido de CD en la cara A que la edición deluxe, con una capa de DVD-Audio en la cara B. Cuando se reproduce en reproductores de DVD-Video, se puede seleccionar una mezcla estéreo Dolby Digital 5.1 multicanal o Dolby Digital 2.0 de The Downward Spiral, junto con videos de «March of the Pigs», «Hurt» y un video sin censura de «Closer». También hay una discografía interactiva y una galería de imágenes. Las versiones estéreo y con sonido envolvente 5.1 de alta resolución de 24 bits/48 kHz de The Downward Spiral se pueden reproducir en un reproductor de DVD-Audio, lo que permite al usuario una experiencia de alta fidelidad similar a la capa SACD de la edición deluxe. El lanzamiento DualDisc no contiene los lados B adicionales ni las pistas de demostración.

## Personal
Créditos adaptados de las notas de The Downward Spiral.
| - Trent Reznor – voz, todos los instrumentos excepto donde se indique, arreglista, productor (todas las pistas), mezcla (pista 14) - Mark «Flood» Ellis – productor (pistas 1, 2, 5–7, 10–12), hi-hat (pista 5), ARP 2600 (pista 7), arreglos de baterías (pista 8) - Chris Vrenna – batería (pista 14), programación, sampling adicional, diseño de sonido, baterías adicionales (en «Burn»), ingeniería adicional - Adrian Belew – guitarra generadora de texturas (pista 1), guitarra ring mod (pista 7) - Danny Lohner – guitarra adicional (pista 9) | - Andy Kubiszewski – batería (pista 13) - Stephen Perkins – batería (pista 8) - Charlie Clouser – programación, continuidad - Alan Moulder – ingeniería de mezclas (pistas 1–8, 10–13), ingeniería adicional - John Aguto – ingeniería adicional - Brian Pollack – ingeniería adicional - Sean Beavan – ingeniería de mezclas (pistas 9), ingeniería adicional - Bill Kennedy – ingeniería de mezclas (pistas 9), ingeniería adicional | - Tom Baker – masterización - Bob Ludwig – masterización de alta resolución (reedición) - James Brown – mezcla 5.1 (reedición) - Neal Ferrazzani – asistente (reedición) - Russell Mills – pinturas - David Buckland – fotografía - Gary Talpas – embalaje - Rob Sheridan – embalaje, fotografía adicional (reedición) |

## Posicionamiento en listas
| Lista (1994)                             | Posición más alta |
| ---------------------------------------- | ----------------- |
| Australia (ARIA)                         | 12                |
| Canadá (Billboard Canadian Albums)       | 13                |
| European Albums (Music & Media)          | 38                |
| Finnish Albums (Suomen virallinen lista) | 34                |
| Swedish Albums (Sverigetopplistan)       | 33                |
| Suecia (Sverigetopplistan)               | 33                |
| Reino Unido (UK Albums Chart)            | 9                 |
| Estados Unidos (Billboard 200)           | 2                 |

| Lista (1994)                | Posición |
| --------------------------- | -------- |
| Canada Top Albums/CDs (RPM) | 92       |
| US Billboard 200            | 59       |

| Lista (1995)     | Posición |
| ---------------- | -------- |
| US Billboard 200 | 69       |

| Lista (1997)                                  | Posición |
| --------------------------------------------- | -------- |
| Canadian Hard Rock Albums (Nielsen Soundscan) | 25       |

## Certificaciones
| Región | Certificación | Unidades certificadas/Ventas |
| --- | ------------- | ---------------------------- |
| Australia (ARIA) | Oro           | 35 000^                      |
| Canadá (Music Canada)                                                                                                 | Platino x3    | 300 000^                     |
| Reino Unido (BPI) | Oro           | 100 000^                     |
| Estados Unidos (RIAA)                                                                                                 | Platino x4    | 4 000 000                    |
| * Cifras de ventas basadas únicamente en la certificación. ^ Cifras de envíos basadas únicamente en la certificación. |               |                              |